# Micandra sylvana
Micandra sylvana is een vlinder uit de familie van de Lycaenidae. De wetenschappelijke naam van de soort werd als Thecla sylvana in 1936 gepubliceerd door Lathy.

## Synoniemen
- Thecla restricta Lathy, 1936
- Thecloxurina eiseleorum Johnson, 1992